# Trapezium gilvum
Trapezium gilvum is een tweekleppigensoort uit de familie van de Trapezidae. De wetenschappelijke naam van de soort is voor het eerst geldig gepubliceerd in 1872 door Martens.
Rechter en linker klep van hetzelfde exemplaar:

Rechter Klep
Linker Klep